# Dif Juz
Dif Juz – brytyjska grupa muzyczna założona w 1980, w Londynie przez braci Dave'a i Alana Curtisów (obaj gitary), Gary'ego Bromleya (gitara basowa) i Richarda Thomasa (perkusja, okazjonalnie saksofon). Aktywna do ok. 1986 (oficjalnie nigdy nie rozwiązana). Nazwa zespołu nie oznacza nic, choć często tłumaczy się ją jako skrót od "different jazz", lub inny zapis "diffuse".

## Historia
W 1981 grupa nagrała dla wytwórni 4AD dwie EP-ki: Huremics i Vibrating Air. W 1983 przeniosła się do wytwórni Red Flame, dla której nagrała eksperymentalny miniLP Who Says So?. W 1985 i 1986 odbyła wspólne tournée z Cocteau Twins i The Wolfgang Press. Powróciła do wytwórni 4AD nagrywając dla niej debiutancki album Extractions, w realizacji którego wzięli także udział członkowie Cocteau Twins: Elizabeth Fraser (śpiew) i Robin Guthrie (produkcja). Tuż potem grupa nawiązała współpracę z jamajskim kompozytorem i dubmasterem Lee Perrym. Po nagraniu w 1986 kompilacji Lonely Is an Eyesore grupa praktycznie zaprzestała działalności, a jej członkowie wybrali działalność solową. Bracia Curtis i Richard Thomas przystąpili do przedsięwzięcia muzycznego This Mortal Coil uczestnicząc w nagraniu albumu Filigree & Shadow, Richard Thomas pojawił się na wspólnym albumie Cocteau Twins i Harolda Budda The Moon and the Melodies grając na perkusji i saksofonie. Wziął także udział w realizacji albumu Queer grupy The Wolfgang Press. Dave Curtis z kolei uczestniczył w nagraniu albumu Funky Little Demons tejże grupy.

## Dyskografia

### Albumy
- 1983 – Who Says So?[2]
- 1985 – Extractions[3]

### EP
- 1981 – Huremics[4]
- 1981 – Vibrating Air[5]

### Kompilacje
- 1986 – Out Of The Trees (wznowienie obu EP-ek)[6]
- 1999 – Soundpool (wznowienie obu EP-ek + nagranie No Motion)[7]